# Municipio de Salto de Agua
El municipio de Salto de Agua es uno de los 124 municipios que conforman el estado de Chiapas. Abarca una parte del Área de Protección de Flora y Fauna “Cascadas de Agua Azul”. 
Posee una extensión territorial de 1289.20 km². El clima es cálido-húmedo con lluvias todo el año. La vegetación es de selva alta. Sus recursos hidrológicos los constituyen los ríos Tulijá y sus afluentes Michol, Bascán, Misol-Ha y Palenque.
Este se ubica en la región económica VI Selva y limita al norte con el Estado de Tabasco y Palenque, al este con Palenque, al sur con el municipio de Chilón, al oeste con Tumbalá y Tila. Las coordenadas de la cabecera municipal son: 17° 33' 20 de latitud norte y 92° 20' 02 de longitud oeste y se ubican a una altitud de 10 metros sobre el nivel del mar.

## Toponimia
San Fernando de Guadalupe, es el nombre antiguo que se le designó al actual municipio de Salto de Agua.
El nombre de Salto de Agua se le da por el lugar denominado en chool,  “Bel-ha”  cuyo nombre significa: “Donde el río forma un salto”, este nombre decidió ponérselo el gobernador intendente Agustín de las Cuentas Zayas, desde el año de 1794. 

## Historia
Salto de Agua fue fundado por una necesidad de darles a los viajeros que iban a Tumbalá, un lugar de refugio y descanso, ya que los que viajaban a estos departamentos, tenían que pasar por el río Tulijá, que servía como vía de acceso en canoas, a Campeche y Tabasco. Allí, en la parte hasta donde llegaba el acceso de las canoas, los viajeros y comerciantes bajaban y descansaban donde mejor se acomodaban en la selva, corriendo el riesgo de que algún animal salvaje los atacara.
Fue en 1790, cuando el Intendente de Chiapas, Agustín de las Cuencas y Zayas, conocedor de las penurias que sufrían los viajantes de Palenque a Tumbalá que caminaban de tres a cuatro días en despoblado, pide al comisario subdelegado del pueblo de Palenque, Joseph Antonio Calderón, su opinión y le pide ayuda y que le proponga los medios más oportunos para plantar en los anchos de ese camino, dos o tres poblaciones, o cuando menos una en las orillas del río.
El 18 de marzo de 1793, Bernardo Landero, vecino del pueblo de Palenque, aconseja al intendente fundar el pueblo de Salto de Agua, puesto que es el punto intermedio entre Tumbalá y Palenque, y que esto traería beneficios entre ambos poblados, ya que el comercio de Campeche y la isla del Carmen, tenía que pasar por aquí como el único acceso de comunicación comercial entre la zona peninsular y tabasqueña con Chiapas.
Agustín de las Cuencas y Zayas, comunica a la Real Audiencia de Guatemala, la determinación de fundar Salto de Agua, ya que en palabras de José Farrera, hace notar que: las aguas del Tulija son anchas, hondables y navegables hasta dicho paraje.  Pueden subir “bongos de cubierta” “goletas” y “paquebotes”, que pueden entrar por la barra de Tabasco, y sin tocar a escobas, entrar por Chilapa la grande que dista doce leguas de la barra y de allí a Tepetitan y de dicho pueblo al Salto de Agua. 
Ellos estuvieron en el terreno desmontando y preparando casas, recogiendo indígenas choles que andaban dispersos por la selva con el fin de contar con poblados en el camino entre Guatemala y Nueva España, Campeche, Isla del Carmen y Villahermosa. Bernardo Landero, reúne a 90 familias originarias de los poblados de Tila y Tumbalá, que se encontraban dispersos en las montañas y con ellas funda el poblado. La Real Audiencia de Guatemala aprueba el 16 de noviembre de 1793 la fundación. 
A continuación siguieron los trámites para que se estableciera en el mismo lugar la cabecera de hacienda y justicia que se alcanzó hasta 1802.
Durante la Independencia de México  de la Nueva España, las noticias llegaban tarde a Salto de Agua, por lo que los salteños no tuvieron participación activa durante el proceso.
En 1825, ya siendo Chiapas parte de la Federación mexicana, el pueblo coopera para la adquisición de la primera imprenta en el estado. Por aquellos entonces, con pobladores de Tumbalá se forma el poblado de San Pedro Sabana.
Durante el siglo XIX, Salto de Agua, pasa a depender administrativamente de Tila después de convertirse en 1890 en cabecera del Departamento de Palenque.
La importancia de la población se debía en buena medida, a la explotación de la madera que había alcanzado en gran escala alrededor de 1870.
En la Revolución mexicana, los salteños se opusieron a la presencia en el estado de los carrancistas a quienes acusaban de desmanes y abusos. En 1917 los carrancistas tomaron Salto de Agua, lo que provocó la reacción del general san cristobalense Alberto Pineda, que asalto la población por el puente colgante para desalojarlos. Ya para entonces, por el decreto de 1915 que desapareció las jefaturas políticas, Salto de Agua es considerado un municipio libre con sus dos delegaciones de La Trinidad y San Pedro Sabana.  
Salto de Agua era paso preferencial entre las ciudades que conformaban la ruta de comercio y transporte entre México y Centroamérica. Su colindancia con el río Tulija y el uso de su caudal como medio de comunicación ejemplifican de manera puntual, el desarrollo de los municipios que han tejido con el transcurso de los siglos su historia al complejo lacustre y de ríos del delta del Usumacinta.
El Salto de Agua de mediados del siglo XX, acrecentó su papel de encrucijada con la llegada del ferrocarril. Era entonces una población de construcciones bajas hechas de tablas y de láminas, que mantenía un importante comercio de cerdos con la península de Yucatán.
En el año de 1943, se abrió una fábrica de refrescos rurales de gaseosas, en botellas de cristal retornable que se cargaban en cajas de madera y se repartían en toda la región. Luego Nacho Miguel, de origen libanés, trajo la primera planta para hacer paletas. Debido al auge del ferrocarril, se pusieron varias cervecerías y Salto de Agua se convirtió en el único lugar de la región donde se podía tomar la cerveza fría, porque era el único lugar donde se fabricaba hielo. El hielo se llevaba a Palenque en ferrocarril en costaleras y a Yajalón en avionetas. 
Otros atractivos vinculados con ese auge eran la fuente de sodas y dos cines.
Hubo también dos patrocinios de café. Uno de Mauro Piña, campechano y que aquí administraba Tomas Ojeda gerente general, y otra de Juan Ulises Calcáneo. De aquí se llevaba el café a Villahermosa Tabasco y Sinaloa.
El último barco que llegó a Salto de Agua fue el “Puxcatan” de Macuspana Tabasco en el año de 1960, porque desgraciadamente se quemó. Traía entre su cargamento petróleo, gas-avión, diésel, y gasolina. Las canoas dejaron de llegar definitivamente debido a las facilidades de transporte que representaron la ampliación de las vías del ferrocarril en los años 50 del siglo pasado, y la apertura de dos campos de aviación, que a su vez transportaban la producción de maíz, frijol y café entre otros.
| Salto de Agua en la Historia                  |                     |                     |                     |                     |
|                                               |                     |                     |                     |                     |
| Parroquia                                     | Vista aérea         | construcción puente | construcción puente | construcción puente |
| Archivo:Casa de la cultura historia salto.JPG |                     |                     |                     |                     |
| Casa de la cultura                            | Calle Independencia | Calles              | Lugareños           | Avioneta            |

|                   |                           | Archivo:1945 barcos en salto de agua.png |                  |                 |
| Salto de agua     | Calle hidalgo             | Barco                                    | Barco campechano | Barco en el río |
|                   |                           |                                          |                  |                 |
| Avioneta de carga | Mercado público municipal | Parque central                           | Parque central   | Parque central  |

### Vestigios Mayas en Salto de Agua
En Salto de Agua, existen vestigios de ocupación maya que datan desde la época clásica tardía (600-900 d. C.).
Seguramente este territorio permaneció bajo la influencia de  Palenque. 
El río Tulija fue en los tiempos prehispánicos y coloniales, una ruta para el transporte, la comunicación y el
intercambio de mercancías.

## Cronología de hechos
- 1500 a. C. Nace la región costera del Soconusco de Chiapas, identificada como la más antigua de Mesoamérica.
- 300 a. C. establecimiento y florecimiento de las ciudades mayas en la Selva Lacandona, durante la época clásica tardía.
- 1794 El 20 de mayo fue fundado por el intendente Agustín de las Cuentas Zayas.
- 1802 se alcanzó mediante diversos trámites que se estableciera en el mismo lugar la cabecera de hacienda y justicia.
- 1825 El 17 de abril este pueblo coopera para la adquisición de la primera imprenta en el estado.
- 1828 Con pobladores de Tumbalá y otras localidades se forma San Pedro Sabana.
- 1847 El estado se divide administrativamente en Departamentos perteneciendo este al de Tila.
- 1849	El departamento de Palenque, por la proximidad a Villahermosa Tabasco, pasa a depender eclesialmente a esta diócesis.
- 1890  Siendo gobernador Emilio Rabasa, se trasladaron las autoridades departamentales de Catazajá a Salto de Agua elevándolo a la categoría de Villa y se designa como cabecera del Departamento de Palenque por lo que autoridades y oficinas que estaban en Playas de Catazajá, se trasladan, siendo necesario construir el palacio municipal y se establece el Ferrocarril del Golfo.
- 1908 Se instala la estación Meteorológica.
- 1915 Desaparecen las jefaturas políticas y 59 municipios libres estando este dentro de esta primera remunicipalización con dos delegaciones Trinidad y San Pedro Sabana. El general Alberto Pineda que se levanta en armas en contra del presidente Venustiano Carranza.
- 1935 Se decreta el cambio de la cabecera Municipal a Potioja por el gobernador Victórico R. Grajales.
- 1983 Para efectos del Sistema de Planeación se ubica en la región VI Selva.
- 1999 Se pavimenta la carretera que va a Tila.
- 2013 Inicio de la construcción de la UNICH Campus Valle de Salto de Agua.

## Geografía.

### Clima
El tipo de clima predominante está clasificado como cálido-húmedo con lluvias todo el año, con una temperatura promedio anual de 28.6 °C.; y con una precipitación pluvial de 3369.5 mm promedio anual. 
En los meses de mayo a octubre, la temperatura mínima promedio va de los 18 °C y por arriba de los 22.5 °C, mientras que la máxima promedio oscila entre 27 °C y 34.5 °C. 
En el periodo de noviembre - abril, la temperatura mínima promedio va de 12 °C a 
19.5 °C, y la máxima promedio fluctúan entre 24 °C y 30 °C. En los meses de mayo a octubre, la precipitación media fluctúa entre los 2000 mm y los 2600 mm, y en el periodo de noviembre - abril, la precipitación media va de los 500 mm a 1200 mm.

### Superficie
Cuenta con una extensión territorial de 120,240 hectáreas, de las cuales 118,641.1 pertenecen al medio rural, a cuerpos de agua conciernen 1,255.5 y a la zona urbana le tocan 345.4.
La extensión del territorio que se destina a la agricultura es de 5,729.3 hectáreas, los pastizales ocupan una superficie de 56,793.9 hectáreas, de selva se tienen 6,851.6 hectáreas.

### Hidrografía
La región hidrológica en la que se encuentra ubicado el municipio de Salto de Agua es la Grijalva – Usumacinta. 
La cuenca a la que pertenece al río Grijalva – Villahermosa en un 98.96 por ciento y al río Usumacinta en un 1.04 por ciento.
La subcuenca se encuentra integrada de la siguiente forma: río Tulijá en un 66.07 por ciento y río Bascá con un 19.99 por ciento, río Macuspana con un 12.13 por ciento, río Chacamax con 1.04 por ciento y al río Chilapa con un 0.77 por ciento. 
Las corrientes de agua son perennes e intermitentes.

### Orografía
La mayor parte del municipio forma parte de la región fisiográfica montañas del norte y en menor proporción de la llanura costera del golfo y montañas de oriente. El 42.34% de la superficie municipal está formada por sierra alta de laderas tendidas; el 21.29% de sierra alta escarpada compleja; el 18.91% de valle intermedio con lomerío; el 9.49% de lomerío con llanuras; el 5.09% de sierra alta plegada con cañadas; el 1.83% de sierra baja y el 1.04% de cuerpos de agua. 
La altura del relieve va de los 20 ms. Y hasta los 1,100 ms., sobre el nivel del mar. Las principales elevaciones ubicadas dentro del municipio son: los cerros Egipto y Norte. Por su localización el municipio de Salto de Agua presenta un relieve muy variado, en su gran mayoría por pendientes muy pronunciadas que oscila entre los 60% del área de trabajo, el resto son pequeños lomeríos y planicies. Por lo tanto en el municipio no es factible en su totalidad a la mecanización del suelo para las actividades agrícolas.

## Población
El municipio de Salto de Agua en el año 2000 contaba con una población de 49,300 habitantes distribuidos en 300 localidades; mismas que para el año 2005 aumento en un 4.5 por ciento existiendo un total 315 localidades con una población de 53,547. Mientras que para el año 2009 y de acuerdo al INEGI se tenían un total de 368 localidades, las cuales siguen prevaleciendo y que albergaron 55,965 habitantes.
estas cifras indican que la población del municipio ha estado en crecimiento constante y sobre todo dispersándose a lo largo del territorio, o más bien dicho los núcleos poblacionales han crecido cerca de 16.82 por ciento durante los últimos seis años, denotándose un mayor crecimiento que en el periodo comprendido del 2000 al 2005.
Mientras que para el año 2009 se tuvo un incremento de 53 localidades que nos da un total de 3684. Mismas que de acuerdo al Censo de Población y Vivienda 2010 albergan a una población de 57,253 habitantes, de los cuales 28,433 son hombres y 28,820 son mujeres. 
Presentando una relación mujer - hombre de 1.013, o dicho de otra forma significa que por cada hombre hay 1.013 mujeres. 
Cabe mencionar que del total de la población municipal, 4,891 habitantes viven en la cabecera municipal, cifra que representa el 8.54 por ciento, y se traduce en ser el centro de población con una mayor concentración, por lo que la demanda de servicios por parte de su población es permanente.
En contraparte, también nos exhibe un municipio mayormente rural, y que presenta un grado de dispersión importante ya que de los 368 centros de población existentes 243 poseen una población menor a los 99 habitantes y representan el 66.03 por ciento del total de las localidades y que suman una población de 5,028 habitantes.

### Principales localidades
En el censo de 2020 el municipio de Salto del Agua contaba con 315 localidades.
| Código INEGI      | Localidad           | Población (2020) |
| ----------------- | ------------------- | ---------------- |
| 070770001         | Salto de Agua       | 6 181            |
| 070770077         | San Miguel          | 1 522            |
| 070770028         | Egipto              | 1 478            |
| 070770069         | Río Jordán          | 1 473            |
| 070770036         | Ignacio Zaragoza    | 1 438            |
| 070770018         | Cenobio Aguilar     | 1 420            |
| 070770010         | Arroyo Palenque     | 1 384            |
| 070770082         | Santa María         | 1 336            |
| 070770012         | Belisario Domínguez | 1 217            |
| 070770040         | Jerusalén           | 1 126            |
| 070770086         | Suclumpa            | 1 058            |
| 070770065         | El Progreso         | 1 009            |
| Otras localidades | Otras localidades   | 43 987           |
| Total municipal   | Total municipal     | 64 251           |

### Población indígena
Según datos proporcionados por el CEIEG, en Salto de Agua existe una población de 5 años y más que habla lengua indígena cercana a los 39,151 habitantes lo que representa el 69.9 por ciento de la población total del municipio; Los grupos étnicos que habitan en el territorio es la etnia Chol. Las lenguas que se hablan en el territorio es la Chol y menormente la Tseltal.

## Lugares de interés
El municipio cuenta con al menos nueve centros turísticos:
Cascadas Gemelas, Cascadas Tulijá, Colem Ha, Otulum, Paso Naranjo, Agua Clara, Misol-Ha, Poza Azul, Malecón Las Garzas y Salem el Paraíso

### Centro Ecoturístico Malecón Las Garzas
Se localiza en pleno Corazón de Salto de Agua. Este es el sitio exacto para disfrutar del entorno natural, hacer recorridos a través de las aguas del río Tulijá, paseo en lancha y pesca recreativa.

### Centro Ecoturístico Poza Azul
Ubicación: Se localiza a la entrada del municipio de Salto de Agua Chiapas, se llega entrando en la desviación a Salto de Agua por la carretera federal Villahermosa-Escárcega. Poco antes de llegar se tiene una vista maravillosa de la vegetación que enmarca a este sitio atractivo. Cuenta con las instalaciones necesarias para disfrutar del entorno natural, acampada, espeleología, senderismo, rapel y natación.
El sitio es uno de los más espectaculares de Salto de Agua Chiapas, el nombre del centro turístico deriva del lugar que hace una poza natural,  enmarcada por vegetación selvática, el cual marca el final de un río subterráneo
El Centro Ecoturístico cuenta con restaurante, estacionamiento área de campamento, baños, escaleras,y un sendero alterno para visitar las cuevas. 
Se pueden hacer excursiones, además la vista se enriquece por la vista de los muros rocosos de la vegetación que le rodea Durante la caminata podrá percatarse de la flora y fauna local formada por una gran variedad de, árboles de sabino, árboles palomillo, chicozapote, cedro y caoba, por mencionar algunas. Iguanas, conejos, armadillos, serpientes y diversas aves saldrán a su paso.

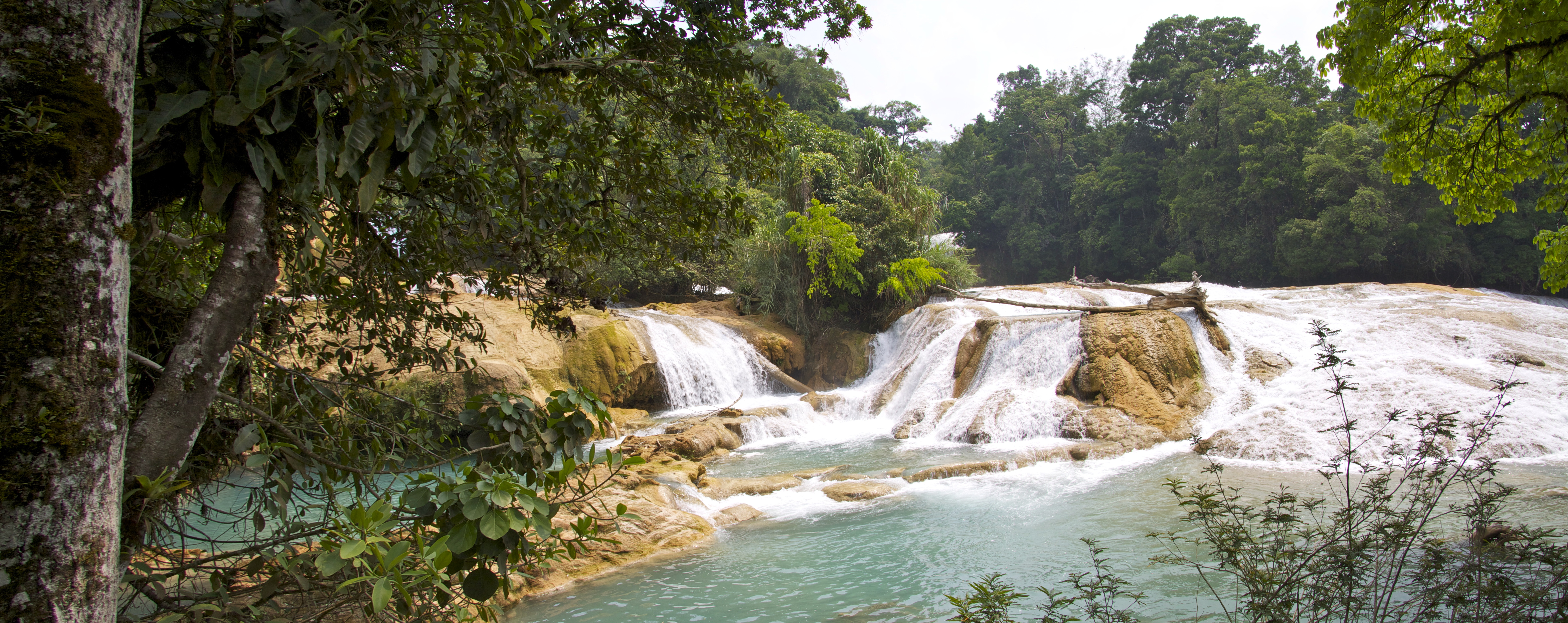
cascadas Salto de Agua Río Tulijá

### Colen-há
Consiste en un conjunto de vasos de agua (albercas o pozas naturales) que se forman en el transcurso del Río Tulija a la altura del ejido Las Palmas y estas pozas se intercomunican por pequeñas cascadas, destacándose el color verde turquesa de sus aguas, estas tienen una profundidad uniforme las cuales varían de 1 a 3 metros.
La transparencia de sus aguas permite apreciar el fondo calcáreo y la presencia de una gran variedad de peces, en lo referente a la vegetación se caracteriza por la presencia de selva tropical. 
Servicios:
- Restaurante.
- Cabañas.
- Módulo de baños.
- Andadores.
- 10 palapas unifamiliares.

Sitios cercanos para visitar:
- Cascada Tulijá.

- Balneario El Paso Naranjo.

### Centro Ecoturístico Agua Clara
Se localiza hacia el Suroeste de la Ciudad de Palenque, vía carretera federal 199 Palenque-Ocosingo, en el kilómetro 46 se toma el desvío que conduce a la localidad de Agua Clara después de dos kilómetros. El nombre del centro turístico deriva de su ubicación en la localidad de Agua Clara. Este atractivo cuenta con las instalaciones necesarias para disfrutar del entorno natural. Por este Centro Turístico hace su recorrido el río Tulijá, teniendo como afluentes al Michol, Bascám, Misol-Há y Shumuljá.

### Centro Ecoturístico Misol-ha
Proviene del vocablo chol que significa barrida de agua. Esta cascada se encuentra en el Municipio de Salto de Agua y por su belleza cada vez más se ha incrementado el número de sus visitantes nacionales y extranjeros. Como resultado de la precipitación del Río Tzaconejá (unión de ríos en tseltal) por un cantil de rocas calcáreas, se encuentra esta hermosa cascada de aproximadamente 30 metros de altura, que al caer, forma una amplia poza en la que es posible, con precaución, practicar la natación. Este refrescante y hermoso paraje, se encuentra en un típico ejemplo de la selva tropical alta de la sierra chiapaneca y en medio de una rica vegetación compuesta por altos ejemplares de caoba, chicozapote y palo de agua. 
El lugar funciona como Centro Turístico Ejidal y cuenta con discretos servicios, entre ellos, el de hospedaje en agradables cabañas rústicas, y la alimentación en un muy completo restaurante. 
Cabe mencionar que esta actividad puede ser considerada como motor de la economía dado que por la belleza de los paisajes que caracterizan al municipio de Salto de Agua, más la infraestructura con la que se cuenta se podría considerar sobre la ruta maya.

## Cultura
La parte cultural importante que la misma población fomenta dentro del municipio y que resguardan transmitiéndola principalmente de padres a hijos es la lengua chool.

### Trajes regionales
La blusa de la mujer es de manta blanca, con cuello cuadrado y un bordado de 5 cm. El bordado son cuadros pequeños de diferentes colores formando triángulo o en forma de picos, los bordados que contienen más color de azul, quedando estos a la altura de la cadera lo cual identifican a las mujeres casadas. Las de diversos colores a las mujeres solteras. La falda es de color azul larga con 1 o 3 listones gruesos.
El traje regional de los hombres es camisa y calzón de manta, sombrero de paja, huaraches, paliacate al cuello, bushpoc para el agua y morral terciado.

## Flora y fauna

### Fauna
La fauna silvestre que actualmente se encuentra en el municipio está conformada por: venado cola blanca, tejón, tepezcuinte, tigrillo, pecarí, mono saraguato y otros mamíferos. En cuanto a aves se tienen chachalacas, palomas, loros y tucanes. En lo que respecta a peces, todavía se puede encontrar robalo, mojarra y pigüa. Dentro de los reptiles más comunes; encontramos iguanas, culebras, boas y lagartos, así como también tortugas.
| Flora y Fauna de Salto de Agua  |               |                |          |                |
|                                 |               |                |          |                |
| Odocoileus virginianus goudotii | Taxidea taxus | Cuniculus paca | Tigrillo | Tayassu tajacu |
|                                 |               |                |          |                |
| mono saraguato                  | chachalaca    | paloma         | loro     | tucan          |

|        |         |        |         |         |
| robalo | mojarra | iguana | culebra | tortuga |

### Flora
La vegetación presente en el municipio es secundaria (selva alta y mediana perennifolia con vegetación secundaria arbustiva y herbácea) abarcando el 24.05% y selvas húmedas y subhúmedas (selva alta y mediana perennifolia) que cubren el 7.23% de la superficie municipal.

### Áreas Naturales Protegidas
Dentro de las áreas naturales protegidas dentro del municipio es la de Cascadas Montes Azules y que para este caso solo comprende una pequeña superficie que es cercana a las 180 hectáreas.

## Actividades socioeconómicas

### Agricultura
Los principales cultivos son: cacao, café, chile verde, frijol, hule, maíz, naranja, palma de aceite, principalmente para el auto consumo.
De una superficie total de 120,240 hectáreas, se destinan a la agricultura el 23.95 por ciento o sea 28,802 hectáreas, a pastizales 47.23 por ciento que representan 56,789 hectáreas y el 5.69 por ciento es de selva siendo 6,841.65 hectáreas, una pequeña parte del Área de protección de Flora y Fauna "Cascadas de Agua Azul" se encuentra dentro del territorio del municipio de Salto de Agua y que representan el 0.1279 por ciento, con 185 hectáreas. 
En cuanto al total de la superficie establecida por los principales cultivos tanto cíclicos como perennes, se tienen 28,802 hectáreas de las cuales 90.18 por ciento son de cultivos cíclicos y el 9.82 por ciento pertenece a cultivos perennes. 
Dentro de los cultivos cíclicos destaca el maíz para grano con una superficie de 23,090 hectáreas, le sigue el frijol con 2,700 hectáreas y el chile verde con 185 hectáreas sembradas. Finalmente dentro de los cultivos perennes se tiene al café con una superficie plantada de 2,827 hectáreas.

### Pesca
De acuerdo al INEGI, no se cuenta con un registro de que esta actividad se lleve a cabo como generadora de ingresos en el municipio.

## Gastronomía
La bebida es pozol blanco y de cacao, la comida típica de la región son tales como: la pigua, el bobo escama en postas fritas y en caldo, el macabil, robalo,  los tamales de masa colada y frijoles enteros (toro pinto), manea de puerco, tamales de elote, tamales de chaya, mole de la región, la chapaya con huevo o con carne, la mostaza, hierba mora, los hongos cultivados por personas de la región.

## Educación

### Educación preescolar
En el municipio se cuenta con 134 escuelas con un total de 305 aulas, que atienden cerca de 81 localidades. Atendiendo una demanda promedio de 3400 niños, cuya mayoría se encuentran en condiciones regulares y tan solo se tiene una capacidad de atención del 73% de la demanda total. 
La mayor cobertura de atención en este nivel lo representa el sistema de educación bilingüe, que administra el 60.7% de la totalidad de planteles existentes en este nivel educativo, en tanto que los jardines de niños de preescolar formal son 50 y atienden a 1010 niños que dominan el castellano.

### Educación primaria
La educación primaria, cuenta con una matrícula de alumnos inscritos superior a los 10 300 alumnos y se considera uno de los niveles educativo de mayor relevancia en el Municipio, se cuenta con una infraestructura de 145 escuelas distribuidas en todo el municipio, con una capacidad instalada de aproximadamente 377 aulas. Las instalaciones de los planteles no todas cuentan con las condiciones de equipamiento y algunas se encuentran en mal estado, por lo que requieren de algún tipo de reparación.

### Educación secundaria
La educación secundaria cuenta con 38 escuelas, 25 en la modalidad de tele secundaria ubicadas en igual números de localidades. El número de alumnos que actualmente se atiende en este nivel es de 3829 y se tiene un total de 114 aulas en este nivel.

### Educación media superior
Existen tan sólo siete escuelas de este nivel en el municipio, distribuidos de la forma siguiente: 
Una escuela preparatoria y un Cecyt ubicados en la Cabecera municipal, así como en el ejido Jerusalén y cinco Colegios de Bachilleres en los ejidos Suclumpa, Cenobio Aguilar, Ignacio Zaragoza, Egipto y Agua Blanca.

### Educación superior
En el mes de agosto del 2012, la UNICH  abrió una sede en el municipio para atender la demanda de educación superior de las comunidades indígenas de las zonas Norte y Selva del estado. Ya para el año 2013 inicia la construcción y para el año 2015 se comienzan a dar clases en la Unidad Interdisciplinaria Valle Tulija.

## Comunicaciones y transporte

### Infraestructura carretera
El acceso a la cabecera municipal desde Palenque  Cabecera de la región, es por la carretera federal 199, tramo Ocosingo - Palenque, hasta el entronque denominado Francisco I. Madero; desde aquí se trasladan por la carretera estatal 243 entronque con carretera federal 186 a la Ciudad de Villahermosa capital del vecino Estado de Tabasco el municipio está proyectado para realizar la autopista 199D San Cristóbal de las Casas-Palenque tramo Ocosingo - Palenque quedando como punto intermedio.

### Transporte público
El transporte público existente pertenece en algunos casos al servicio público federal y otros al estatal. A estos últimos, aquellos que son locales de carga y de pasaje, taxis y colectivos los cuales recorren las comunidades y convergen en la cabecera municipal.

### Telecomunicaciones
Salto de Agua, dispone de una oficina de correo y una de telégrafos. 
Las agencias rurales cuentan con antenas y radios para comunicarse con el Ayuntamiento. 
Cuenta con servicio de internet también existen algunas localidades que cuentan con internet satelital. 
La telefonía celular con que cuenta el municipio sólo cubre la cabecera municipal y algunas comunidades aledañas.

## Personas destacadas
- Manuel Quiñones Herrera (1922-1986), compositor
- Alberto Quiñones Herrera (1936-), compositor
- Carlos Trejo Zambrano (1931-), escritor y compositor
- Augusto Gebhardt Domínguez, antropólogo investigador de la Etnia Chol
- Carlos González Notario (1936-2019), ganadero de la región
- Cornelio Martines Perez, pintor de la región y estado.
- Alfredo Román Solano. Servidor público.

## Cronología de Presidentes Municipales
| Cronología de Presidentes Municipales |

| Ricardo Herrera                    | 1919-1922 |
| Leovigildo Pérez Gtz.              | 1923-1925 |
| Cancio Herrera                     | 1926-1930 |
| Nicandro Anlehu                    | 1931-1932 |
| Leovigildo Pérez Gtz.              | 1933-1934 |
| Carlos Gebhardt                    | 1935-1936 |
| Manuel Pérez M.                    | 1939-1940 |
| Carolino Alpuche                   | 1941-1942 |
| Nicandro Anlehu                    | 1943-1944 |
| Bruno Sánchez Zambrano             | 1945-1946 |
| José Moral Vargas                  | 1947-1948 |
| Tomás Menéndez Ofero               | 1949-1950 |
| José Gabriel Morales               | 1951-1952 |
| Margarito Ruiz Rojas               | 1953-1955 |
| Rosendo Pérez Herrera              | 1956-1958 |
| Moisés Arévalo Herrera             | 1959-1961 |
| Nicandro Anlehu Corzo              | 1962-1964 |
| José Díaz Nieto                    | 1965-1967 |
| Nicandro Anhelu Corzo              | 1968-1970 |
| Rafael Pérez Domínguez             | 1971-1973 |
| Adán Domínguez Guzmán              | 1974-1976 |
| Brígido Cruz Banda                 | 1977-1979 |
| Alfonso Pérez Martínez             | 1980-1982 |
| Isidro Moral Estrada               | 1983-1985 |
| César Augusto Acosta Solís         | 1986-1988 |
| Hernán Ramírez Sarao (Consejo)     | 1989-1991 |
| Alfonso Pérez Martínez (Sustituto) | 1992-1995 |
| Francisco López Vázquez            | 1996-1998 |
| Pedro Vázquez Pérez                | 1999-2001 |
| Domingo Vázquez Arcos              | 2002-2004 |
| Juan Sánchez Torres                | 2005-2007 |
| Manuel Sánchez Guzmán              | 2008-2010 |
| Domingo Mayo Pérez                 | 2010      |
| Agustín Peñate López               | 2011-2012 |
| Miguel Díaz Arcos                  | 2012-2015 |
| Felipe López Pérez                 | 2015-2018 |
| Roman Mena de la Cruz              | 2018-2021 |
| Roman Mena de la Cruz              | 2021-2024 |

## Celebraciones más importantes
- 10 de junio La Trinidad
- 14 de septiembre anexión de Chiapas a México
- 8 de diciembre Virgen de la Concepción
- 12 de diciembre La Virgen de Guadalupe